# Serbische Squashnationalmannschaft
Die serbische Squashnationalmannschaft ist die Gesamtheit der Kader des serbischen Squashverbandes Skvoš Asocijacija Srbije. In ihm finden sich serbische Sportler wieder, die ihr Land sowohl in Einzel- als auch in Teamwettbewerben national und international im Squashsport repräsentieren.

## Historie

### Herren
Serbien nahm an Europameisterschaften mit einer Mannschaft bislang nur 2008 teil und erreichte den 23. Platz. Im Jahr darauf erfolgte in Odense auch die bislang einzige Teilnahme bei einer Weltmeisterschaft, die die Mannschaft auf dem 27. Platz abschloss. Der einzige Sieg gelang im abschließenden Platzierungsspiel gegen Venezuela. Zum Kader bei der Weltmeisterschaft gehörten Ivan Ðorđević, Dennis Drenjovski, Daniel Zilic und Marko Matanović. Ðorđević und Drenjovski hatten bereits 2008 zum EM-Kader gehört. Am European Nations Challenge Cup nahm die Herrenmannschaft mehrfach teil und gewann nach einer ersten Finalteilnahme 2008 dieses Turnier im Jahr 2010. Die Siegermannschaft aus dem Jahr 2010 entsprach dem WM-Kader aus dem Vorjahr.

### Damen
Die Damenmannschaft war ebenfalls beim European Nations Challenge Cup regelmäßiger Teilnehmer, allerdings nicht mit demselben Erfolg wie die Herrenmannschaft. An Europameisterschaften oder Weltmeisterschaften nahm die Mannschaft bislang nicht teil.

## WM-Bilanz
| Herren                            |                   |                   |             |       |             |
| Jahr                              | Austragungsort    | Runde             | Platzierung | Siege | Niederlagen |
| 1967 bis 2007: nicht teilgenommen |                   |                   |             |       |             |
| 2009                              | Odense            | Gruppenphase      | 27.         | 1     | 5           |
| 2011                              | Paderborn         |                   |             |       |             |
| 2013                              | Mülhausen         |                   |             |       |             |
| 2015                              | Kairo             |                   |             |       |             |
| 2017                              | Marseille         |                   |             |       |             |
| 2019                              | Washington, D.C.  |                   |             |       |             |
| Gesamt                            | 1 / 26 Teilnahmen | 1 / 26 Teilnahmen | 0 Titel     | 1     | 5           |